# Anselm Turmeda
Anselm Turmeda, después Abd-Al·lah at-Tarjuman (en árabe, el nombre completo es: أبو محمد عبد الله بن عبد الله الترجمان الميورقي, Abū-Muḥammad ʿAbd-Al·lāh b. ʿAbd-Al·lāh al-Tarjumān al-Mayūrqī) fue un escritor mallorquín nacido en Palma de Mallorca en 1352 y muerto en Túnez en 1430.
Inicialmente fue fraile franciscano, aunque posteriormente se convirtió al islam, viviendo como musulmán en Túnez. Es uno de los pocos escritores medievales que ha escrito en árabe y en una lengua europea, el catalán, siendo además un clásico en ambas.

## Obras
- Llibre dels bons amonestaments. Turmeda lo data el abril de 1398, cuando ya hacía once años que vivía en Túnez. Consta de 428 versos dispuestos en estrofas de tres octosílabos que riman entre ellos y un tetrasílabo de rima independiente. En una breve nota proemial se llama que este Libro fue "compuesto en Túnez por fraile Anselm Turmeda, en otra manera llamado Abdalà" y que trata de buenas enseñanzas. Fue hasta el siglo pasado una obra muy popular en Cataluña y  Baleares servía como libro de lectura en las escuelas. Se trata de un sermón en verso en el cual, bajo la apariencia de una absoluta y estricta ortodoxia, exuda el irónico y desenvuelto escepticismo y la ética egocéntrica y materialista de nuestro autor". (Marfany)

- Disputa del asno. Escrita el 1417. No se conserva ningún ejemplar en mallorquín, a pesar de ser el idioma original en que fue escrita y publicada; la edición actual está hecha sobre una traducción francesa. El hecho que la Inquisición el 1583 lo pusiera en el Índice de libros prohibidos debió de contribuir a su desaparición. "Tanto por razones políticas (el sistema democrático de elegir el rey de los animales...) como religiosas (las anécdotas anticlericales del Asno en su polémica), no cuadraba con la ortodoxia católica de la España del XVI".

- Llibre de tres. "El Libro de tres corresponde al moralismo de Turmeda, que quiere instruir divirtiendo, utilizando el tradicional poder moralizador de los refranes. Pero también se nota la ironía y escepticismo de otras obras de Turmeda, mezclando lo divino y lo humano, gracias a la artimaña del vínculo tonto del número tres." (Epalza)

- Cobles de la divisió del Regne de Mallorques En una pequeña introducción dice que escribió la obra a petición de unos mercaderes mallorquines: "Como por algunos honrados mercaderes de Mallorques fui  rogado afectuosamente que hicieses un tratado de la división del dicho reino, y aunque mi entendimiento es zafio y no sutil en el arte de trobar, para dar alguna satisfacción a sus ruegos he escrito una coplas en mallorquín, según veréis". Al final dice la fecha: "Escrita en el plazo de / mil trescientos ocho y noventa", o sea, once años tras llegar a Túnez. Son 123 estrofas de ocho heptasílabos, rimando en ababbccb

Es una composición de tipo alegórico, [...] Los hechos narrados acontecen al mismo autor. Una mañana de primavera sale a caballo y llega a un delicioso prado donde había un rico palacio [...] Desde una ventana del maravilloso palacio le dio la bienvenida una doncella, y otras seis, elegantemente ataviadas, le hicieron entrar y le dijeron que su llegada les producía un gran gozo. Le introdujeron en el palacio, en cuyo jardín había árboles de toda clase y donde hacía calor en invierno y frío en verano y dónde cantaba gran número de pájaros y estaba adornado con muchas flores. En medio de ello se encontraba la Real Fontana, de donde salían cinco ríos que fertilizaban el jardín y después volvían a la fuente de donde habían nacido. [...] Sentada en un trono real había una muy agradable dama, que parecía una reina, y que suspiraba haciendo muestras de gran tristeza:
- تحفة الأريب في الرد على أهل الصليب (Túḥhado al-ʾ*arīb fī-r-*radd ʿ*alà *ahl al-salīb, en català L'obsequi de l'home ilustrat per atacar los partidaris de la creu). Escrita el 1420, en árabe.Las dos primeras partes son biográficas: en la primera explica su formación y su conversión al islamismo; en la segunda, habla sobre todo de las obras del sultán.

La tercera parte es la parte programática de la obra. Epalza resume en cuatro grandes temas las ideas motrices o fundamentales de la Tuhfa: a) El islam es la mejor de las religiones. b) Las escrituras cristianas han sido falsificadas. c) Jesús no es Dios, sino solo hombre y profeta. d) Todo lo cristiano es falso y absurdo.
"La primera conclusión a que llega, que concuerda con el Corán, es la siguiente: "No, Jesús no fue muerto, no fue depositado en un sepulcro ni salió, ni tras un día ni tras cuarenta días". " (Riquer, p. 299). Jesús nunca afirmó su divinidad, sino todo lo contrario. Son sus discípulos quienes falsificaron algunos textos. La encarnación de Dios no es necesaria para la Redención; el islam no tiene la noción paulina del pecado original.
"El quinto dogma es la confesión, contradicha porque no es mencionada a los textos evangélicos y porque sólo Dios puede perdonar los pecados. En este lugar Turmeda aprovecha la ocasión para decir: "El Papa, que vive en la ciudad de Roma, vicario de Jesús (como ellos pretenden), concede a cualquiera certificados de perdón de los pecados, de liberación del infierno y de entrada al paraíso. A cambio de esto recibe grandes sumas de dinero"." (Riquer, p. 300).
"Tres ediciones en árabe y otros tres en turco, y todavía una en persa, son hechas en un siglo, del 1873 al 1971." (Epalza). ish